# Skupina armád Afrika
Heeresgruppe Afrika (Skupina armád Afrika) byla skupinou armád sil Osy operující během druhé světové války v prostoru Tuniska mezi 22. únorem a 13. květnem 1943 kdy byla donucena kapitulovat ozbrojeným silám Spojenců.

## Velitelé
- Generál polní maršál Erwin Rommel (23. února 1943 – 9. března 1943)
- Generálplukovník Hans-Jürgen von Arnim (10. března – 13. května 1943)

## Podřízené armády
- 5. panzerarmee
- 1. italská armáda